# 試験電波
試験電波（しけんでんぱ）とは無線局や放送局が送信する電波が規定の規格に合致しているかの確認及び試験調整のために送信する電波。

## 目的
送信機に空中線（アンテナ）を接続した状態で電波を発射し、周波数精度、空中線電力及び規定されたチェック項目を満たしているか調査し、測定結果を記録する。

## 開局前に用いる試験電波
開局前に試験電波を発射するためには所定の手続きを経て予備免許を取得する必要がある（免許申請から予備免許を取得するまで通常約3ヶ月かかる）。
- 規格との整合性（品質）

周波数精度、空中線電力、スプリアス測定など
- 混信、妨害など障害の調査
- 電界強度測定（サービスエリアの確認）

等を測定、確認する。
試験電波の測定項目を審査した上で無線局に正式免許が下ろされ、その証明として無線局免許状が交付される（たいていは本放送開始前の1週間〜3日前に交付される）。
地上デジタルテレビ放送の場合は映像・音声信号のない状態（いわゆるPN信号）での試験電波の後、映像・音声信号がついた（いわゆるTS信号）本放送と同内容の試験放送（いわゆるサービス放送）を行うのがほとんどである。

## 開局後に用いる試験電波
開局後はもっぱら定期的な品質管理のために試験電波を用いる。定期的に測定を行い、検査記録を保存する。

## 無線局における場合
無線局が無線機器の試験または調整のため電波の発射を必要とするとき、次の手順で試験電波を発射するように無線局運用規則第9条で定められている。
1. 自局の発射しようとする電波の周波数およびその他必要と認める周波数によって聴取し、他の無線局の通信に混信を与えないことを確かめる。
2. 次の符号を順次送信する。
  1. EX … 3回
  2. DE … 1回
  3. 自局の呼出符号 … 3回
3. 1分間聴取を行い他の無線局から停止の要求がない場合に限り「VVV」の連続および自局の呼出符号1回を送信する。

「VVV」の連続および自局の呼出符号の送信は10秒間を超えてはならないが、海上移動業務以外の業務の無線局では、必要がある時は10秒間を超えて「VVV」の連続および自局の呼出符号の送信をすることができる。

## 放送局における場合
ラジオ局およびテレビ局では、放送休止の時間帯において（特例もある。後述）、さまざまな形で試験電波を発射している。「試験放送」とも。場合によっては空中線電力を通常より低くして送出する（減力放送）。
多くは内容をともなわない（受信機側では無変調）。ラジオの場合、同調が取れていて、かつ無音が放送されている状態があり、BCL用語で「垂れ流し」という。
ただし、以下のように、聴取者・視聴者が受信機の調整に役立つような内容を放送する場合がある。
- 受信機の復調機能調整のための内容 - テストトーン、テストパターン（カラーバー、モノスコープ）
テレビにおけるこれら以外の内容は後述。
- 音楽 - クラシックなど、インストゥルメンタルの場合が多い。

以上の内容を放送する際、上記の無線局運用規則に基づき、試験電波を発射している旨のアナウンスないし字幕を放送している。
内容の有無に関わらず、断続的に停波する形をとることがある。

### ラジオ
ラジオ局の試験電波送出では、テストトーン（1キロヘルツの「ピー」という信号音）のほか、ジャンルを限らず、深夜から早朝にかけて曲を流し続ける例が多い。曲の合間ないし再生中に、「（日本の場合）JO○○、こちらは○○（放送局名）です。ただいま試験電波を発射しています」という内容のアナウンスを流している（タイミングはおおむね10分に1回から、30分 - 60分に1回まで幅がある）。これはインターバル・シグナルの役割も兼ねている。
これらの内容はradiko、LISMO WAVE、ドコデモFM・WIZ RADIOなどのインターネット上のサイマル放送でも流されることがあるが、配信を止められる場合と配信制限する際のBGMとナレーションを時間いっぱい流す場合がある。地上波では電波の送出を止めて砂嵐音となっている場合は、大抵は「垂れ流し」（無音）になるが、いずれも日曜深夜～月曜未明の一部時間帯の休止枠において、Kiss FM KOBEやエフエム大分などのように、テストトーンに加えてあえて砂嵐音をそのまま放送する場合もある。

#### 実例：ラジオ
AM（FM兼営含む）
- NHK第1放送 - 翌朝までテストトーンを流す。
- 青森放送・秋田放送・山形放送・ラジオ日本 ・四国放送 - 翌朝までテストトーンを流す。
- IBC岩手放送 - リスナーからのリクエスト曲から選定した音楽を流す。
- TBCラジオ - 試験電波発射中にオンエアする楽曲をあらかじめ公式サイトで告知する。
- LuckyFM茨城放送 - 『テスト音楽』という番組扱いで月曜を除く5時台に音楽を放送
- ぎふチャン - 「垂れ流し」[2]
- 北日本放送 - 放送開始の15分前から5分毎にアナウンス、合間に音楽。
- ABCラジオ - 開局初期のころ、番組終了時に『美しく正しい音のために』と題した試験電波の番組を、スポンサーをつけて放送したことがあった。極不定期だが音楽とアナウンス付きの試験放送を行うことがある。
- MBSラジオ - 映画のサウンドトラックなどを集めて放送している。
- 南日本放送 - 毎週月曜未明0:45-5:00（日曜日の深夜）に、「ミッドナイトミュージック」と称してイージーリスニング系の音楽を放送している。0:45に周波数告知と「本日の放送を終了します」という日曜付け深夜放送終了のアナウンスがある。ただし、点検・工事の内容によっては停波あるいはごく一部の時間帯（概ね5分程度）をテストトーンに置き換えることがある。

そのほか、ニッポン放送や文化放送もおおむね2:30 - 4:30の間で不定期に試験電波を放送することがあり、AMとFMで別音源、ないしはどちらか片方のみで行うこともある。
FM
- NHK-FM - 翌朝までテストトーンを流す。
- TOKYO FM - 放送開始前20分前後から、または終夜テストトーンを流すが停波を伴うこともある。
- J-WAVE - 休止時間○○ではなく途中から開始することが多い。試験電波ナレーションは英語。
- 横浜エフエム放送 - 2:00 - 4:30、4:40 - 4:42で音楽とアナウンスを放送。
- エフエム富士 - 同局は名目上、1:30から2:30（日曜深夜のみ翌週月曜の0:35）までの間で放送を終了して、"TECHNICAL MAINTENANCE"としているが、2021年10月以後、水・月曜未明（火・日曜深夜）を除く毎日名目上の放送終了時刻から4時まで、事実上のフィラー放送である"NONSTOP ZONE"あるいは"NONSTOP ZONE〈DirectorsGear〉"を放送し、受信報告書郵送の返礼、並びにFM富士公式サイトのPDFから取り出すことができる番組表にもそれを番組扱いで記載（但し2時台までしか記載がない）されている。この場合でも4時（火曜日=水曜日1:30、日曜日=月曜日0:35）になった段階で上記の「ここでしばらく放送をお休みさせていただきます」の終了アナウンス→テストトーンが5時まで放送されている。
- HELLO FIVE（エフエム石川） - 音楽は約60分のローテーションで流し、アナウンスは約12分に1回であったが、2018年前後からテストトーンとなっている。
- α-STATION、長野エフエム放送 - スピーカーの左右で高低の違う音を流している。
- エフエム山陰 - テストトーンを流し、途中で停波。
- エフエム山口 - かつては邦楽や洋楽を多彩に流していたが、現在はイージーリスニング。約30分おきにアナウンス、60分おきに時報。
- エフエム愛媛 - 「垂れ流し」
- エフエム佐賀 - 月曜の放送開始前（5:55 - 5:58）に、テストトーンを流している。
- コミュニティFM局 - 多くの場合、24時間体制で緊急情報を伝える準備のため、「垂れ流し」状態を保つ。

#### 特例：ラジオ
1978年（昭和53年）11月23日、国際電気通信連合（ITU）の取り決めにより、協定世界時で23日 0:01をもって、アメリカ大陸以外のアジア・オセアニア・アフリカ・ヨーロッパの中波放送の周波数間隔が10kHzから9kHzへ変更されることとなった（9キロヘルツセパレーション）。日本は協定世界時より9時間進んでいたことから、当日の放送開始時刻（終日放送の実施局は5:00）から9:01までは『試験電波』の発射の名目で通常番組を放送した。

### テレビ
テレビ局の試験電波送出中の画面では、音声はテストトーンまたは音楽、映像はカラーバーまたはモノスコープの静止画に、「試験電波発射中」の文字と局名を示す表示（ロゴタイプなど）がテロップで添えられる、という例が多い（局名についてはチャンネルロゴ表示で代用する局もあり）。テストパターンの代わりに気象情報（天気図、今日の天気、週間天気など）の画面を切り替えながら放送している例もある。
また、お天気カメラの映像や、通常の放送休止時間帯にフィラーとして放送している番組（民放キー局が運営するニュース専門放送局のサイマル放送など）を流すことがある。

#### 実例：テレビ
- テレビ東京のオールナイトミュージック - 多彩なジャンルのアーティストのPVを各曲数十秒 - 数分に編集して流す総集編的内容になっている。
- テレビ神奈川の朝の周波数カード - オープニング30分前 - オープニングまでの間に横浜ベイブリッジカメラ、京浜河川事務所カメラからの映像と音楽を流している。アナログ放送時代から行っていたが、デジタル放送開始時にタイトルがついた。また、放送時間は、平日は4:25〜4:55。土曜日は4:35〜5:05。日曜日は4:50〜5:20。と曜日によって異なっている。祝日の場合は、平日の時間扱いになる。
- 地上デジタルテレビジョン放送の開局前に、深夜の時間帯（概ね3－4時台）に試験放送を行うための放送休止があった。その場合、アナログチャンネルは固定した写真が放送されていた。

## 測定に用いる機器
- スペクトラムアナライザ
- 電界強度計
- ダミーロード